# مارفن لامب
مارفن لامب (بالإنجليزية: Marvin Lamb)‏ هو موزع وملحن أمريكي، ولد في 12 يوليو 1946 في جاكسونفيل في الولايات المتحدة.